# Clarisse Crémer
Clarisse Crémer (Parigi, 30 dicembre 1989) è una navigatrice francese.

## Biografia
Figlia di un uomo d'affari, ha studiato alla prestigiosa HEC Paris e all'Università dell'Indiana. Laureata in Marketing nel 2013, accompagnata dal fratello, ha fondato la propria azienda, 'Kazaden', dedicata alla prenotazione di viaggi e soggiorni all'aria aperta.
Dopo aver incontrato il suo compagno Tanguy Le Turquais, anch'egli appassionato velista, ed essere entrato in contatto con il mondo delle barche a vela, l'idea di attraversare l'Atlantico cominciò a tentarla. Nel 2015, Tanguy Leglatin, famoso allenatore bretone, ha accettato di allenarla nonostante il suo livello base. Ma Clarisse Crémer mostra così tanta disinvoltura che l'allenatore le fissa i primi obiettivi e nel 2016 Crémer dirige la sua prima regata in solitario.
Nel 2017 ha vinto la regata 'Mini-Fastnet' con Erwan Le Draoulec, poi ha vinto da sola la 'Transgascogne' e si è classificata 2ª nella 'Mini Transat', una regata transatlantica a vela, da sola e senza assistenza a bordo. Nel 2019 ha preso il timone della barca a vela monoscafo Imoca "Banque populaire", dopo aver investito un tempo di 87 giorni, 2 ore, 24 minuti e 25 secondi, ottenendo un nuovo record femminile per l'evento, essendo anche un nuovo record mondiale per una giro del mondo in solitaria su un monoscafo.